# Miruna Cojanu
Miruna Cojanu (Bucarest, 1980) es una pintora contemporánea rumana.

## Vida
Cojanu nació en Bucarest, donde actualmente reside y trabaja, en 1980. Estudió Derecho en la Universidad de Bucarest. Es conocida sobre todo por sus óleos y su obra se ha expuesto a nivel nacional en Bucarest e internacional en Milán, Berlín y Niza.

## Obra
Los principales motivos de Cojanu son los retratos de mujeres, los tapices y el arte abstracto. La artista define su obra como una lucha contra los retos de la modernidad: "Para mí, el arte es el aliado más importante en el desafío moderno de hacer frente al mal extremo que nos rodea, a la vanidad y al ruido ensordecedor en los muros reales y virtuales de nuestras comunidades, a los miedos de generaciones, amplificados por quienes quieren privarnos de nuestro poder. Por eso siempre elijo explorar el lado bello de la vida". 
Su última exposición se tituló Între mâine și ieri e IUBIREA. ACUM O simt ( “Entre el mañana y el ayer está el AMOR. AHORA, los siento”) y se llevó a cabo entre 9 de junio y el 7 de julio de 2023. La exposición abarcó su obra desde el periodo de la pandemia y se caracterizó por un optimismo desbordante de colores y luz.
Su retrato del escultor franco-rumano Constantin Brâncuși (1876-1957) se presentó en la exposición Bucarest, insprations bleus de Nice, del 18 al 29 de mayo de 2023 en el Museo Masséna de Niza.

## Exposiciones individuales
- 2023: Între mâine și ieri e IUBIREA. ACUM O simt - Galería Kulterra, Bucarest, Rumania

- 2019: Nudes Personal Exhibition / Vino Wines and More - Bucarest, Rumania

- 2018: Studio Art Party & Personal Exhibition / Art Studio Caderea Bastiliei - Bucarest, Rumania

- 2015: White Night, Personal Show / Toamnei Studio - Bucarest, Rumania

- 2015: Art Party, Personal Studio Exhibition / Toamnei Studio - Bucarest, Rumania

- 2014: Painting and Wine / Bucharest Toamnei - Bucarest, Rumania

## Exposiciones en grupo
- 2023: Bucarest, inspirations bleus de Nice / Musée Masséna -  Niza, Francia
- 2016: Maria Frozen Berlin / Maria Frozen Gallery - Berlín, Alemania
- 2016: Art expo Milan Group exhibition - Milán, Italia
- 2015: Parisian Views - Bucarest, Rumania
- 2015: Indigo / H Crown Plaza - Bucarest, Rumania
- 2014: Colors Symphony Blue / H Crown Plaza - Bucarest, Rumania
- 2014: Elite Art Prof Gallery / Elite Prof Art Gallery - Bucarest, Rumania